# かかしに御用心
かかしに御用心（原題：COBS AND ROBBERS　公開：1953年3月14日）はアメリカ合衆国の映画会社、メトロ・ゴールドウィン・メイヤー(MGM)のアニメーター、ディック・ランディーによる作品のひとつ。

## スタッフ
監督　ディック・ランディー

制作総括　フレッド・クインビー

アニメーション制作　ロバート・ベントレー　ウォルター・クリントン　アル・グランマン　マイケル・ラー　グラント・シモンズ

脚本　ジャック・コズグリフ　リッチ・ホーガン

音楽　スコット・ブラッドリー

## 内容
トウモロコシ畑の主であるクマのバーニーは畑を荒らすカラスの大群に手を焼いていた。そんな悩めるバーニーの前に現れたのは「かかしのジョー」なる怪しい人物。お人好しのバーニーは言われるがまま彼にカラスの駆除を任せたところ、軽快な音楽とゼンマイ仕掛けのメスのカラス人形を用いて大群を畑の外へ追っ払ってもらい、バーニーもその音楽に合わせて思わず踊ってしまうほど上機嫌に。だが、かかしのジョーの正体はカラスのジョー＆兄貴のコンビ。バーニーが油断した隙にトウモロコシ畑をまた荒らし始める。これに気付いたバーニーはジョー＆兄貴のコンビと農場を舞台に大捕物を繰り広げるが、コンビは一向に捕まらず、完全になめられてしまう始末。そんなバーニーの目に飛び込んだのは高圧電線。これをトウモロコシ畑に括りつけて電気で駆除しようするが、作業の一部始終をコンビに見られてしまう。堂々と畑に入っていったコンビを見つけ、電気を流そうとしたところ、畑の中から「降参、参った」の立て札が。それを見たバーニーの横にかかしのジョーが現れ、畑に入ってコンビをやっつけるようそそのかす。まだ正体に気付かないバーニーは言われるがままに畑の中へ。するとトウモロコシ畑に電気が流され、せっかく育てたトウモロコシはポップコーンの山となった。すると先ほどの軽快な音楽に合わせてカラスの大群が現れ、ポップコーンをあっという間に平らげた。地面にはいつくばって失望するバーニーを尻目にまるで勝ち誇るかのように踊りながら去っていくカラスの大群。その列の最後尾にいたのがかかしのジョー、その中から出てきて手を振るジョー＆兄貴のコンビ。バーニーはようやく騙されたことに気付いたのであった。

## 登場するキャラクター
- クマのバーニー
トウモロコシ畑の主。普段は暢気だが、怒ると銃を乱射したり、棍棒を持って追いかけたりする結構凶暴な面も。天敵のカラス駆除に乗り出すが、お人好しでどこか抜けていて、カラスになめられてしまう。

- ジョー＆兄貴
バーニーと農場内で大捕物を繰り広げるカラスのコンビ。バーニーを巧みに翻弄し、トウモロコシをせしめることに貢献する。

- かかしのジョー
カラスのコンビが変装した人物。肩書は「トウモロコシ畑を守る会推薦　かかしのジョー」。カラスの大群を追っ払うパフォーマンスを披露して、バーニーを油断させる。

- カラスの大群
軍隊のように統制の取れた動きをする。頭脳プレーも得意で、かかしのジョーが繰り出すメスのカラス人形に引っかかって踊りながら畑の外におびき出されるようなパフォーマンスを演じ、最後にはトウモロコシを見事にせしめてしまう。クマのバーニーがかなう相手ではなかった。

## 日本でのTV放映
TBS版の『トムとジェリー』の短編に挟まれてテックス・アヴェリーなどの作品とともに放映されていた。

## 関連事項
- ディック・ランディー
- クマのバーニー
- トムとジェリー
- カラス
- メトロ・ゴールドウィン・メイヤー